# مصطفى حدان
مصطفى حدان (مواليد 13 أبريل 1947) هو لاعب كرة قدم جزائري أصبح مدربًا لمنتخب الجزائر لكرة القدم. أدار فرقًا في الرابطة الجزائرية المحترفة الأولى والمحترفة الثانية.

## ألقاب

### كمدرب
- بطل الجزائر لموسم 1997- 1998 مع نادي اتحاد الحراش
- الفائز بكأس الجزائر موسم 1996- 1997 مع نادي اتحاد الجزائر